# حیدر ۱۱۰
قایق تندرو «حیدر-۱۱۰» یک شناور موشک‌انداز سبک با طراحی کاتاماران است که توسط نیروی دریایی سپاه پاسداران انقلاب اسلامی به خدمت گرفته شده‌است. این شناور در ۹ اسفند ۱۴۰۳ همزمان با الحاق ناو شهید رئیسعلی دلواری به ناوگان نیروی دریایی سپاه رونمایی شد. حیدر-۱۱۰ به عنوان یکی از سریع‌ترین شناورهای رزمی جهان معرفی شده و قادر است سرعتی بیش از ۲۰۰ کیلومتر بر ساعت ( ۱۱۰ نات) را ثبت کند. ساختار بدنه این قایق دو بدنه‌ای (کاتاماران) از جنس الیاف کربن بسیار سبک و مقاوم است. به گفته منابع ایرانی، طراحی و ساخت حیدر-۱۱۰ نتیجه همکاری گسترده مهندسان و دانشگاهیان داخلی در حوزه فناوری‌های دفاعی و دریایی است. این شناور موشک‌انداز سبک با امکان شلیک موشک‌های کروز ضد کشتی در دکترین نیروی دریایی سپاه پاسداران یک برگ برنده برای عملیات نامتقارن دریایی محسوب می‌شود.

## تاریخچه توسعه و رونمایی
قایق تندرو حیدر-۱۱۰ در اواخر سال ۱۴۰۳ توسط نیروی دریایی سپاه پاسداران معرفی شد. مراسم رونمایی رسمی این شناور با حضور سردار حسین سلامی (فرمانده کل سپاه) و دریادار علیرضا تنگسیری (فرمانده نیروی دریایی سپاه) در بندرعباس برگزار گردید. در این مراسم تاکید شد که حیدر-۱۱۰ محصول دستاوردهای پژوهشی نیروهای مسلح و مراکز دانش‌بنیان داخلی است. به عنوان مثال در نمایشگاه دستاوردهای نیروی سپاه، فرمانده نیروی دریایی سپاه درباره مشخصات فنی آن توضیح داد که این شناور با طراحی کاتاماران ساخته شده و سرعتی بی‌سابقه دارد. پیش از رونمایی رسمی، سخنانی از پیشرفت‌های صنایع دریایی سپاه از جمله به‌کارگیری فیبر کربن در ساخت بدنه این شناورها اعلام شده بود.

## مشخصات فنی
ویژگی‌های اصلی فنی شناور حیدر-۱۱۰ به شرح زیر است:
- طول: حدود ۱۴ متر[۲][۴][۷]
- عرض: حدود ۴٫۳ متر[۲][۴][۷]
- ارتفاع: حدود ۲٫۸ متر (شامل بخش‌های بالای آب)[۲][۴][۷]
- سرعت: حداکثر حدود ۱۱۰ نات (حدود ۲۰۴ کیلومتر بر ساعت)، که آن را به سریع‌ترین شناور رزمی عملیاتی جهان تبدیل می‌کند.[۴][۸][۹]
- وزن: بدنه این شناور کاتاماران ۹ تن وزن دارد[۵]
- برد عملیاتی: حدود ۳۵۰ مایل دریایی (حدود ۶۵۰ کیلومتر)[۲][۴][۷]
- پیشرانه: منابع رسمی درباره نوع موتور یا سیستم پیشرانه اطلاعاتی ارائه نکرده‌اند.
- خدمه: تعداد نفرات خدمه به صورت رسمی اعلام نشده است.
- تسلیحات: دو فروند موشک کروز سطح-به-سطح برد متوسط ساخت وزارت دفاع و پشتیبانی نیروهای مسلح؛[۷] همچنین در طراحی این قایق محل نصب یک تیربار دوشکا برای درگیری نزدیک پیش‌بینی شده است.[۴] همچنین این قایق قابلیت شلیک موشک‌های کروز را دارد که موشک‌های آن دارای برد ۴۰ الی ۵۰ کیلومتر ارزیابی شده که بنابر گفته سردار تنگسیری قرار است برد آن افزایش پیدا کند.[۵]
- بدنه: ساختار کاتاماران (دو بدنه موازی) با جنس فیبر کربن کامپوزیتی که علاوه بر سبکی و مقاومت بالا، پایداری بیشتری در آب‌های مواج ایجاد می‌کند.[۴] بدنه این شناور کاتاماران از نوع آلیاژ کربن است که موجب رادارگریز حیدر شده است.[۵]

این ترکیب مشخصات فنی، شناور حیدر-۱۱۰ را برای عملیات دریایی سریع، پنهان‌کاری نسبی (به دلیل بدنه‌ سبک)، و درگیری با اهداف سطحی دشمن مناسب می‌سازد.

## توانمندی‌ها و مأموریت‌های نظامی
توانمندی‌های عملیاتی شناور حیدر-۱۱۰ در چارچوب دکترین نیروی دریایی سپاه بر سرعت بالا و مانورپذیری در عملیات نامتقارن تمرکز دارد. برخی از مأموریت‌ها و قابلیت‌های کلیدی آن عبارت‌اند از:
- تعقیب و انهدام سریع اهداف دریایی: سرعت بسیار بالا امکان ره‌گیری سریع اهداف متحرکی مانند ناوچه‌ها و کشتی‌های تجاری دشمن را فراهم می‌کند و حمله موشکی به این اهداف با زمان واکنش کم را ممکن می‌سازد.[۴]
- عملیات در آب‌های کم‌عمق و نزدیک ساحل: طراحی کاتاماران و وزن سبک این شناور اجازه می‌دهد در آب‌های کم‌عمق و محدوده ساحلی خلیج فارس و تنگه هرمز فعالیت کند. این ویژگی برای گشت‌زنی، مین‌گذاری و عملیات ویژه کنار ساحل اهمیت دارد.[۴]
- ماموریت‌های تهاجمی و کماندویی: حیدر-۱۱۰ برای حمله ناگهانی سریع (hit-and-run) طراحی شده است. قابلیت حمل موشک‌های کروز و توانایی سرعت بالا در غلبه بر درگیری‌های ناگهانی دریایی، آن را برای عملیات‌های تهاجمی و حمایت از فرماندهی‌های کماندویی مناسب می‌کند.[۴]
- شرکت در جنگ‌های نامتقارن (ازدحامی): این شناور می‌تواند همراه سایر قایق‌های تندرو تهاجمی در حملات هماهنگ علیه ناوهای بزرگ و اهداف سطحی دشمن عمل کند و در تاکتیک‌های ازدحام (Swarm Warfare) مؤثر باشد.[۴]
- گشت دریایی در خلیج فارس: استفاده از حیدر-۱۱۰ در مأموریت‌های گشت و نظارت دریایی به‌ویژه در تنگه هرمز می‌تواند پوشش منطقه‌ای را تقویت کرده و در بازداری و پاسخ به تهدیدات نقش‌آفرین باشد.

## کاربران رسمی و رزمایش‌ها
تا کنون تنها نیروی دریایی سپاه پاسداران از شناور حیدر-۱۱۰ استفاده کرده است. این شناور به ناوگان جنوب نیروی دریایی سپاه ملحق شده و مورد بهره‌برداری واقع شده است. اطلاعاتی در مورد استفاده از این قایق در تمرینات یا رزمایش‌های عمومی سپاه منتشر نشده، اما به دلیل قابلیت‌های ویژه، انتظار می‌رود در آینده در رزمایش‌های دریایی سپاه نیز به کار گرفته شود. شناور حیدر-۱۱۰ به عنوان یک شناور رزمی سریع، می‌تواند نقش حمایتی در رزمایش‌های تاکتیک‌های هجومی و تدافعی نیروی دریایی سپاه ایفا کند.